# 正二位
正二位（しょうにい）は、日本の位階及び神階における位の一つ。従一位の下、従二位の上に位する。

## 解説
律令制における官位相当においては左大臣、右大臣に相当する。贈位により正二位を受けた場合、その位階は贈正二位と表記される。
室町幕府、江戸幕府の将軍もその在職中、この位階に留まることが多い。その他、大納言、中納言など大臣に昇ることがない羽林家以下の公卿も昇叙によってこの位階に叙せられることがある。
明治時代から終戦前の時代にあっては、親任官他、勅任官及び華族が叙せられる位階であった。勲等においては、大勲位ないし勲一等と相当した。
日本国憲法に規定される栄典としての位階は死没時に叙位されるため、内閣総理大臣など三権の長として功労ある者が死後に受けることが多い。

## 正二位に叙された人物
日付は叙位日。没時追賜の場合は直前の位階を参考付記。
| 名前       | 叙位日                              | 備考・説明 |
| ---------- | ----------------------------------- | ---------- |
| 石上麻呂   | 和銅元年5月11日 （708年2月7日）     | 右大臣     |
| 藤原不比等 | 和銅元年5月11日 （708年2月7日）     | 大納言     |
| 橘諸兄     | 天平12年11月21日 （740年12月14日）  | 右大臣     |
| 藤原豊成   | 天平勝宝9歳5月20日 （757年6月11日） | 右大臣     |
| 藤原永手   | 天平神護2年正月8日 （766年3月2日）  | 右大臣     |
| 藤原冬嗣   | 弘仁14年4月27日 （823年6月9日）     | 右大臣     |
| 藤原緒嗣   | 天長10年3月6日 （833年3月30日）     | 左大臣     |
| 藤原良房   | 嘉祥4年11月7日 （851年12月3日）     | 右大臣     |
| 藤原良相   | 天安3年11月19日 （859年12月16日）   | 右大臣     |

### 南北朝時代・室町時代
- 北畠顕泰
- 北畠教具

### 近代
| 氏名       | 主な役職                                           | 正二位に叙位された年月日   | 直前の位階 |
| ---------- | -------------------------------------------------- | -------------------------- | ---------- |
| 岩倉具視   | 権大納言、右大臣                                   | 1869年（明治2年）1月25日   | 従三位     |
| 徳川慶頼   | 権大納言、将軍後見職                               | 1876年（明治9年）11月16日  | 正三位     |
| 木戸孝允   | 参議、文部卿、内務卿                               | 1877年（明治10年）5月26日  | 従三位     |
| 池田慶徳   | 鳥取藩主                                           | 1877年（明治10年）8月18日  | 従二位     |
| 大久保利通 | 内務卿、大蔵卿                                     | 1878年（明治11年）5月15日  | 正三位     |
| 大原重徳   | 集議院（上局）長官                                 | 1879年（明治12年）4月3日   | 従二位     |
| 森有礼     | 文部大臣                                           | 1889年（明治22年）2月14日  | 従二位     |
| 山田顕義   | 内務卿、司法大臣                                   | 1891年（明治24年）4月7日   | 従二位     |
| 岩倉恒具   | 権中納言                                           | 1891年（明治24年）12月17日 | 従二位     |
| 久我敏通   | 権大納言                                           | 1891年（明治24年）12月17日 | 正三位     |
| 東久世通積 | 権中納言                                           | 1891年（明治24年）12月17日 | 従二位     |
| 坊城俊逸   | 権中納言                                           | 1891年（明治24年）12月17日 | 正三位     |
| 伊藤博文   | 内閣総理大臣、伯爵                                 | 1895年（明治28年）12月20日 | 従二位     |
| 山縣有朋   | 内閣総理大臣、内務大臣                             | 1895年（明治28年）12月20日 | 従二位     |
| 大山巌     | 陸軍卿、陸軍大臣                                   | 1895年（明治28年）12月20日 | 従二位     |
| 西郷従道   | 農商務卿、海軍大臣                                 | 1895年（明治28年）12月20日 | 従二位     |
| 松方正義   | 内閣総理大臣、大蔵大臣                             | 1896年（明治29年）6月20日  | 従二位     |
| 大木喬任   | 参議、文部卿、司法卿                               | 1896年（明治29年）6月20日  | 従二位     |
| 井上馨     | 外務卿、内務大臣                                   | 1896年（明治29年）6月20日  | 従二位     |
| 黒田清隆   | 内閣総理大臣、開拓長官                             | 1896年（明治29年）10月10日 | 従二位     |
| 榎本武揚   | 蝦夷共和国総裁、逓信大臣                           | 1896年（明治29年）10月10日 | 従二位     |
| 後藤象二郎 | 参議、逓信大臣                                     | 1897年（明治30年）8月3日   | 従三位     |
| 陸奥宗光   | 農商務大臣、外務大臣                               | 1897年（明治30年）8月21日  | 従二位     |
| 大隈重信   | 内閣総理大臣、外務大臣                             | 1898年（明治31年）6月20日  | 従二位     |
| 西園寺公望 | 内閣総理大臣、枢密院議長                           | 1898年（明治31年）12月20日 | 従二位     |
| 勝海舟     | 幕臣、参議、海軍卿                                 | 1899年（明治32年）1月20日  | 従二位     |
| 品川弥二郎 | 内務大臣                                           | 1900年（明治33年）2月26日  | 従二位     |
| 徳川義直   | 権大納言、尾張徳川家始祖                           | 1900年（明治33年）5月4日   | 従二位     |
| 副島種臣   | 参議、外務卿                                       | 1902年（明治35年）6月20日  | 従二位     |
| 佐野常民   | 元老院議長、枢密顧問官                             | 1902年（明治35年）12月7日  | 従二位     |
| 細川藤孝   | 大蔵卿法印、近世細川氏祖                           | 1902年（明治35年）11月12日 | 従四位下   |
| 姉小路公知 | 右近衛少将                                         | 1906年（明治39年）9月1日   | 従四位下   |
| 島津忠寛   | 淡路守、佐土原藩主                                 | 1907年（明治40年）10月23日 | 従二位     |
| 徳川治保   | 権中納言、水戸藩主                                 | 1907年（明治40年）11月15日 | 従三位     |
| 佐竹義堯   | 右京大夫、久保田藩主                               | 1908年（明治41年）9月9日   | 従四位下   |
| 野津道貫   | 元帥                                               | 1908年（明治41年）10月18日 | 従二位     |
| 桂太郎     | 内閣総理大臣、陸軍大臣                             | 1909年（明治42年）5月21日  | 正三位     |
| 板垣退助   | 参与、参議、内務大臣                               | 1909年（明治42年）7月10日  | 正三位     |
| 結城秀康   | 権中納言、北ノ荘藩（福井藩）主、越前松平家宗家初代 | 1909年（明治42年）9月11日  | 正三位     |
| 税所篤     | 宮中顧問官、枢密顧問官、子爵                       | 1911年（明治43年）6月21日  | 従二位     |
| 楫取素彦   | 元老院議官、男爵                                   | 1912年（大正元年）8月14日  | 従二位     |
| 青木周蔵   | 外務大臣、子爵                                     | 1914年（大正3年）2月16日   | 従二位     |
| 亀井茲監   | 左近衛中将、津和野藩藩主                           | 1915年（大正4年）11月10日  | 従五位下   |
| 北畠具行   | 権中納言                                           | 1915年（大正4年）11月10日  | 従二位     |
| 横田国臣   | 大審院院長、法学博士                               | 1915年（大正4年）11月10日  | 従三位     |
| 徳川頼宣   | 権大納言、紀州徳川家祖                             | 1915年（大正4年）11月10日  | 従二位     |
| 高島鞆之助 | 陸軍大臣、拓職務大臣                               | 1916年（大正5年）1月11日   | 従二位     |
| 乃木希典   | 陸軍大将                                           | 1916年（大正5年）11月3日   | 従二位     |
| 徳川頼房   | 権中納言、水戸徳川家祖                             | 1918年（大正7年）11月18日  | 正三位     |
| 藤原秀郷   | 下野守、武蔵守、鎮守府将軍                         | 1918年（大正7年）11月18日  | 従四位下   |
| 結城宗広   | 上野介                                             | 1918年（大正7年）11月18日  | 無位       |
| 伊集院五郎 | 元帥                                               | 1921年（大正10年）1月13日  | 従二位     |
| 原敬       | 内閣総理大臣                                       | 1921年（大正10年）11月4日  | 正三位     |
| 加藤友三郎 | 内閣総理大臣、元帥海軍大将、子爵                   | 1923年（大正12年）8月24日  | 従二位     |
| 田中義一   | 内閣総理大臣、陸軍大将、男爵                       | 1929年（昭和4年）9月29日   | 従二位     |
| 松室致     | 検事総長、司法大臣、貴族院勅撰議員、枢密顧問官     | 1931年（昭和6年） 2月16日  | 従二位     |
| 渋沢栄一   | 第一銀行頭取、子爵                                 | 1931年（昭和6年）11月10日  | 従二位     |
| 犬養毅     | 内閣総理大臣                                       | 1933年（昭和7年）5月16日   | 正三位     |
| 武藤信義   | 元帥陸軍大将、関東軍司令官、陸軍教育総監、男爵     | 1933年（昭和7年）7月27日   | 正三位     |
| 入江為守   | 皇太后宮大夫兼御歌所長、子爵                       | 1936年（昭和11年）3月19日  | 従二位     |
| 朴泳孝     | 朝鮮貴族 侯爵                                      | 1939年（昭和14年）9月20日  | 正三位     |
| 荒木寅三郎 | 京都帝国大学総長、学習院長、枢密顧問官             | 1942年（昭和17年）1月30日  | 従二位     |

### 日本国憲法施行後
いずれも没時追賜。
| 氏名         | 主な役職                 | 正二位に叙位された年月日   | 直前の位階 |
| ------------ | ------------------------ | -------------------------- | ---------- |
| 松平慶民     | 宮内府長官               | 1948年（昭和23年）7月18日  | 従二位     |
| 若槻禮次郎   | 内閣総理大臣             | 1949年（昭和24年）11月20日 | 従二位     |
| 關屋貞三郎   | 宮内次官                 | 1950年（昭和25年）6月10日  | 従二位     |
| 岡田啓介     | 内閣総理大臣             | 1952年（昭和27年）10月17日 | 従二位     |
| 阿部信行     | 内閣総理大臣             | 1953年（昭和28年）9月7日   | 従二位     |
| 潮恵之輔     | 文部大臣                 | 1955年（昭和30年）1月9日   | 従二位     |
| 林頼三郎     | 大審院長                 | 1958年（昭和33年）5月7日   | 従二位     |
| 鳩山一郎     | 内閣総理大臣             | 1959年（昭和34年）3月7日   | 正三位     |
| 広幡忠隆     | 侍従次長                 | 1961年（昭和36年）4月12日  | 従二位     |
| 武者小路公共 | 貴族院議員、特命全権大使 | 1962年（昭和37年）4月21日  | 従二位     |
| 徳川家正     | 貴族院議長               | 1963年（昭和38年）2月18日  | 従二位     |
| 池田勇人     | 内閣総理大臣             | 1965年（昭和40年）8月13日  | 正五位     |
| 田中耕太郎   | 最高裁判所長官           | 1974年（昭和49年）3月1日   | 正四位     |
| 大平正芳     | 内閣総理大臣             | 1980年（昭和55年）6月12日  | 従五位     |
| 岸信介       | 内閣総理大臣             | 1987年（昭和62年）8月7日   | 正三位     |
| 三木武夫     | 内閣総理大臣             | 1988年（昭和63年）11月14日 | 正五位     |
| 福田赳夫     | 内閣総理大臣             | 1995年（平成7年）7月5日    | 正五位     |
| 小渕恵三     | 内閣総理大臣             | 2000年（平成12年）5月14日  | 無位       |
| 竹下登       | 内閣総理大臣             | 2000年（平成12年）6月19日  | 正八位     |
| 鈴木善幸     | 内閣総理大臣             | 2004年（平成16年）7月19日  | 無位       |
| 橋本龍太郎   | 内閣総理大臣             | 2006年（平成18年）7月1日   | 無位       |
| 海部俊樹     | 内閣総理大臣             | 2022年（令和4年）1月9日    | 無位       |